# Liaoconodon
Liaoconodon is een geslacht van uitgestorven zoogdieren uit de Eutriconodonta. Dit dier leefde in het Vroeg-Krijt in oostelijk Azië. Het geslacht omvat als enige soort L. hui.

## Fossiele vondsten
Liaoconodon leefde tijdens het Vroeg-Aptien, circa 120 miljoen jaar geleden. Het holotype omvat een fossiel van een vrijwel compleet skelet met schedel en is gevonden in de Jiufotang-formatie in Liaoning in de Volksrepubliek China.

## Kenmerken
Liaoconodon had een kop-romplengte van 19,5 cm en een staart van 30,5 cm lang. Anatomische studies wijzen op een semi-aquatisch dier met een lang, tonvormig lichaam en peddelachtige poten. Het was vermoedelijk een piscivoor. De botten van het middenoor zijn modern, maar middels een verbeend Meckel's kraakbeen nog verbonden met de kaak. 